# Marie Iza Galezowska
Marie Iza Galezowska, née le 29 mai 1880 à Paris et morte le 25 mars 1965 à Versailles, est une peintre française.

## Biographie
Marie Iza Hedvige Galezowska est la fille de Xavier Galezowski et d'Augusta Marguerite Louisa Tamberlik (1849-1918). Elle a pour grand-père maternel Enrico Tamberlick.
Élève d'Émilie Desjeux, de Marcel Baschet, d'Henri Royer, d'Adolphe Déchenaud et de William Laparra, elle expose au Salon à partir de 1905.
Elle meurt célibataire à Versailles à l'âge de 84 ans. Elle est inhumée au cimetière du Père-Lachaise.